# سیدارتاناگار
سیدارتاناگار (به لاتین: Siddharthanagar) یک شهرداری در نپال است که در بخش روپاندهی واقع شده‌است. سیدارتاناگار ۳۶٫۰۳ کیلومتر مربع مساحت و ۶۳٬۴۸۳ نفر جمعیت دارد.